# 윌리엄스 FJ33

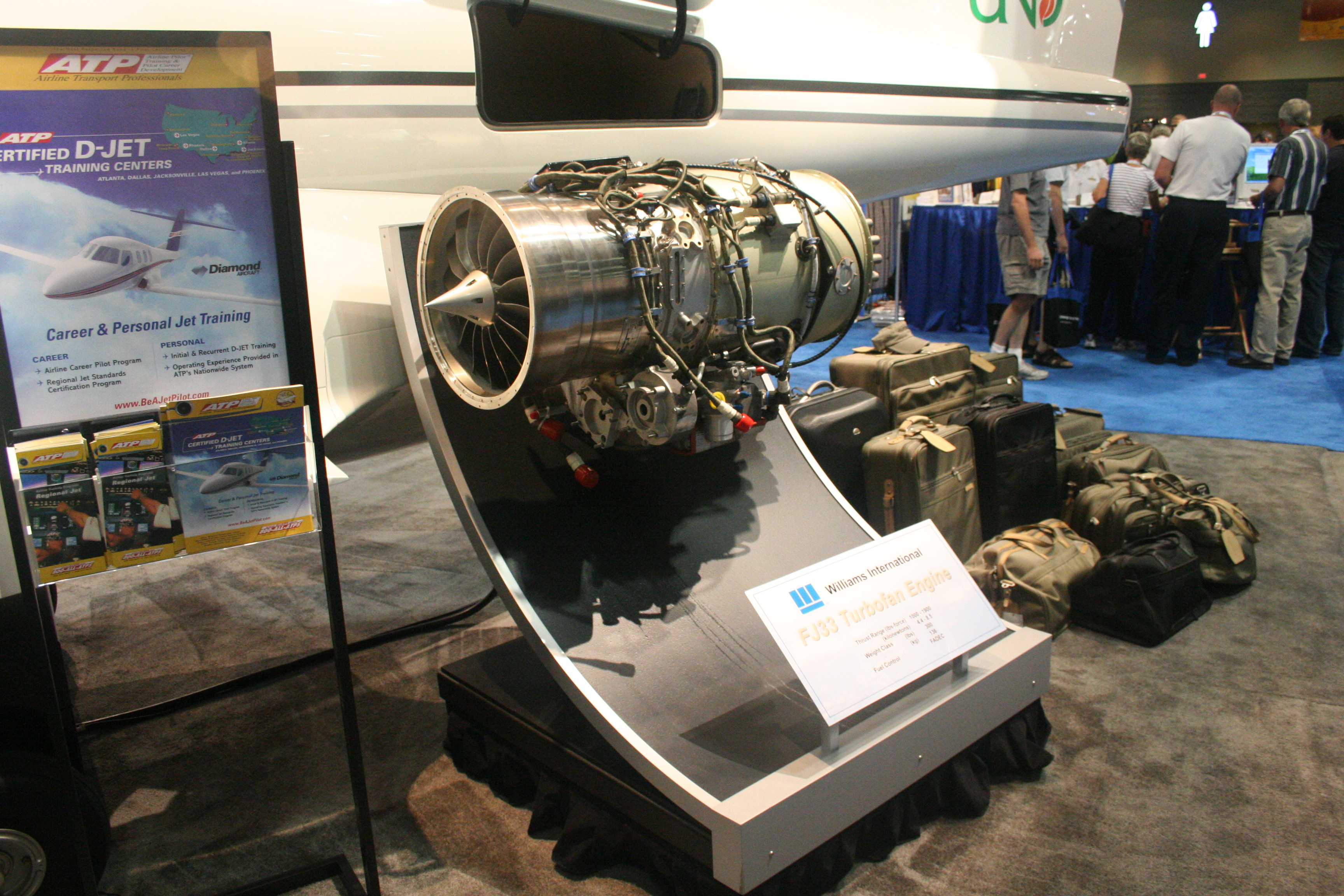
윌리엄스 인터내셔널의 FJ33

윌리엄스 인터내셔널의 FJ33 엔진 시리즈는 초경량 제트기에 사용하기 위해 만들어진 터보팬 엔진이다. FJ44의 축소 버전인 것으로 생각된다.
booster stage가 달린 1단 팬, 2단 저압 터빈, 원심 고압 압축기 및 1단 고압 터빈, 환형 연소기로 구성되어 있을 것으로 추측된다.
건중량은 300 lb (140 kg) 미만, 전체 직경은 21.05 인치, 전체 길이는 47.9 인치이며, 1,000 - 1,800 lbf (8 kN)의 정지 추력 범위를 갖는다. 1,200 lbf (5.3 kN) (지상 정지 조건, ISA 조건)에서의 비연료 소모율은 0.486 lb/h/lbf이다.

## 파생형
| FJ33 파생형                         | FJ33-1 | FJ33-2 | FJ33-3 | FJ33-4-A11 | FJ33-4 | FJ33-4-17M | FJ33-4-18M |
| 정지 추력 (lbf)                     | 1,200  | 1,300  | 1,400  | 1,100      | 1,500  | 1,700      | 1,800      |
| 비연료 소모율 (lb/(h·lbf)) SLS, ISA | 0.486  | ?      | ?      | ?          | ?      | ?          | ?          |
| 바이패스 비                         | 3.28   | ?      | ?      | 3.4        | ?      | ?          | ?          |
| 건중량 (lb)                         | <300   | <300   | <300   | <300       | <300   | >310       | >310       |
| 전체 길이 (in)                      | 47.9   | 47.9   | 47.9   | 47.9       | 47.9   | 47.9       | 47.9       |
| 대략적인 팬 직경 (in)               | 17.3   | 17.3   | 17.3   | 17.3       | 17.3   | 17.3       | 17.3       |

## 적용 기체
FJ33은 다음과 같은 기체에 적용된다.
- Adam A700: 2× Williams FJ33 (회사는 2008년 2월에 파산 신청함)

- ATG Javelin Mk 10: 2× Williams FJ33-4-17M (예산 부족으로 프로그램이 중단됨)

- ATG Javelin] Mk 20 군용 훈련기: 2× Williams FJ33-4-18M (예산 부족으로 프로그램이 중단됨)

- Diamond D-Jet: 1×FJ33-4 1400 lbf static thrust, flat-rated to ISA+7.2C (승인은 받지 않았음)

- Excel Sport Jet: 1×FJ33-4 (사고로 프로그램이 중단됨)

- Maverick LEADER Jet: 2×FJ33-4-A11 1100 lbf static thrust (승인은 받지 않았음)

- Spectrum Aero Model 33: 2× Williams FJ33-4 (사고로 프로그램이 중단됨)

- TAM-AIR Epic Jet: 2× Williams FJ33-4 (2007년 6월 7일에 Epic Elite 최초 비행)

- Epic Victory (양산 시에는 프랫 앤 휘트니 캐나다 PW600으로 바꿀 예정임)

- TAMJet

- Safire Jet: twin FJ33-4-A11 1100 lbf static thrust (프로그램 중단됨)

- Cirrus The-Jet: FJ33-4A-19 1900 lbf static thrust (개발 중)

## 같이 보기
- 윌리엄스 FJ44
- 초경량 제트기